# Dorsa Brevia
Dorsa Brevia és una formació geològica de tipus dorsum a la superfície de Mart, localitzada amb el sistema de coordenades planetocèntriques a -68.1 ° latitud N i 80.79 ° longitud E, que fa 650.99 km de diàmetre. El nom va ser aprovat per la UAI l'any 1976 i fa referència a una característica d'albedo.